# Nuevo Poblado Concepción
Nuevo Poblado Concepción är en ort i Mexiko.   Den ligger i kommunen Acala och delstaten Chiapas, i den sydöstra delen av landet, 700 km sydost om huvudstaden Mexico City. Nuevo Poblado Concepción ligger 496 meter över havet och antalet invånare är 241.
Terrängen runt Nuevo Poblado Concepción är platt österut, men västerut är den kuperad. Runt Nuevo Poblado Concepción är det ganska tätbefolkat, med 58 invånare per kvadratkilometer. Närmaste större samhälle är Acala, 11,5 km nordost om Nuevo Poblado Concepción. Omgivningarna runt Nuevo Poblado Concepción är en mosaik av jordbruksmark och naturlig växtlighet.